# Étoile (film)
Pour les articles homonymes, voir Étoile (homonymie).
Pour plus de détails, voir Fiche technique et Distribution.
Étoile est un film italien co-écrit et réalisé par Peter Del Monte et sorti en 1989. Il raconte l'histoire d'une danseuse étoile qui intègre une nouvelle école de ballet mais qui change subitement et inexplicablement de personnalité après son arrivée.
Selon le critique et historien italien Roberto Curti, le film est « ravagé » par les critiques italiens à sa sortie. Maurizio Porro du Corriere della Sera déclare que le film semble ressembler à un remake d'Opéra de Dario Argento mais « sans suspense, ». Porro écrit que le film est « confus et pas du tout fascinant » et le considère comme le pire de Del Monte..
Le film n'est jamais sorti en France et n'a donc jamais été doublé en français. Il est disponible gratuitement sur YouTube (ici) et des sous-titres sont trouvables en ligne (ici).

## Synopsis
La ballerine américaine Claire Hamilton (Jennifer Connelly) se rend en Hongrie pour tenter d'intégrer une prestigieuse école de ballet. Elle y rencontre deux autres Américains, le jeune Jason Forrest (Gary McCleery) et son vieil oncle riche et enthousiaste, Zio Joshua (Charles Durning), qui assistent à une vente aux enchères d'art. Après la visite d'une étrange femme en noir et d'un autre jeune homme la nuit dans sa chambre pendant qu'elle dort, la personnalité de Claire change brusquement, elle prétend s'appeler « Natalie Horvath », devient obsédée par le célèbre Lac des cygnes de Tchaïkovski, et ne se souvient même pas d'avoir rencontré Jason. Celui-ci s'inquiète et tente d'enquêter sur le mystérieux homme de l'école qui a accueilli Claire, ce qui lui fait courir de graves dangers.

## Fiche technique
- Titre original : Étoile
- Réalisation : Peter Del Monte
- Scénario : Peter Del Monte, Franco Ferrini et Sandro Petraglia
- Photographie : Acácio de Almeida
- Montage : Anna Rosa Napoli
- Musique : Jürgen Knieper
- Production : Achille Manzotti (it)
- Société de production : Gruppo Bema et Reteitalia
- Société de distribution : Aristi Associati
- Pays d'origine :  Italie
- Langue originale : anglais
- Format : couleur
- Genre : fantastique, thriller
- Durée : 101 minutes
- Dates de sortie : 17 mars 1989 ( Italie)

## Distribution
- Jennifer Connelly : Claire Hamilton/Natalie Horvath
- Gary McCleery : Jason Forrest
- Laurent Terzieff : Marius Balakin
- Olimpia Carlisi : Madame
- Charles Durning : Oncle Joshua
- Donald Hodson  : Karl
- Mario Marozzi

## Production
Après la sortie de son film Julia et Julia, le réalisateur Peter Del Monte désire continuer avec un autre film fantastique. Le producteur Achille Manzotti (it) lui fournit ses acteurs qui sont Jennifer Connelly, Gary McCleery et Charles Durning. Le tournage a lieu à Budapest et en Italie en 1988 avec pour titre provisoire Ballerina,.

## Sortie
Étoile est distribué en salles en Italie par Aristi Associati et sort le 17 mars 1989. Il est présenté au Festival international du film de Tokyo et reçoit le prix de la critique au Festival Fantasporto 1990 au Portugal.